# Decauville-Lokomotive № 1, Lilliput
Die Decauville-Lokomotive № 1, Lilliput war die erste Feldbahn-Dampflokomotive der Firma Decauville.

## Geschichte
Diese kleine Tenderlokomotive mit 500 mm Spurweite wurde von Lucien Corpet und Charles Bourdon in Zusammenarbeit mit Paul Decauville gebaut.
Die Lilliput genannte Lokomotive wurde von der am 31. Dezember 1876 gegründeten Firma L. Corpet et Ch. Bourdon, Mécaniciens et Chaudronniers mit der Fabrik-Nr. 242 gebaut und im Mai 1877 zum ersten Mal in Compiègne ausgestellt. Sie fuhr auf mit tragbaren Gleisjochen verlegten fliegendem Gleis mit einer Spurweite von 500 mm, deren Schienen ein Metergewicht von nur 4,5 kg/m hatten und konnte jeweils 60 Personen gleichzeitig von einem Ende des Wettbewerbs zum anderen ziehen.
Sie wurde während der Weltausstellung Paris 1878 im Jardin d’Acclimatation du Bois de Boulogne ausgestellt und 1881 im Park des Maurischen Casinos von Arcachon. Bei diesen Ausstellungen wurde erkannt, dass eine so kleine Lokomotive keinen ernsthaften Dienst leisten kann, und Lilliput diente seitdem in Holland zur Belustigung auf einer Kreisbahn in Rotterdam. Das letzte, was wir über sie wissen, ist, dass sie 1882 in einer Kiste in Gorinchem eingelagert wurde und seitdem aus den Annalen verschwand.

## Bauliche Besonderheiten

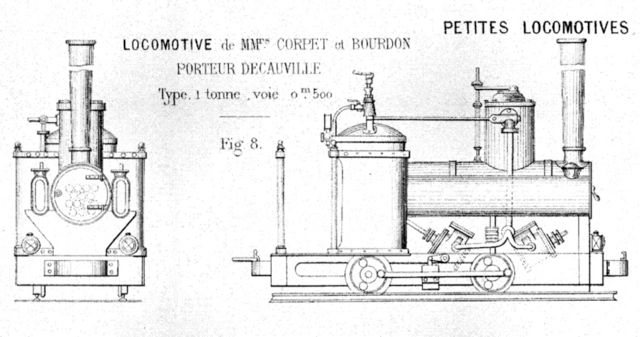
Innovatives Antriebskonzept der 1 t schweren Lilliput-Lokomotive von Lucien Corpet und Charles Bourdon im Auftrag von Paul Decauville

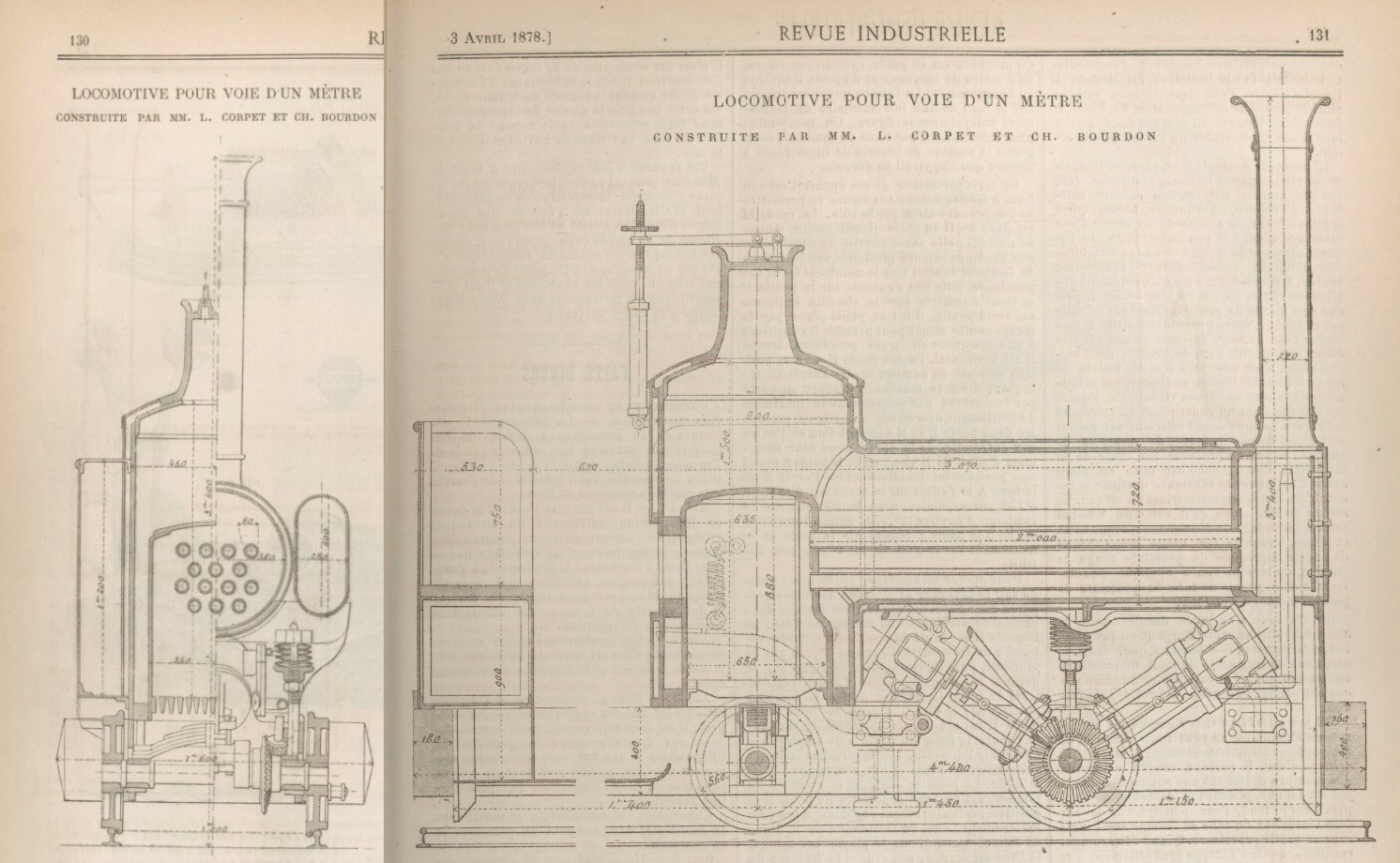
Bauweise einer vergleichbaren, von Corpet & Bourdon konstruierten Meterspur-Lokomotive, 3. April 1878

Die Lokomotive hatte einen innovativen Antrieb, der mehr an eine Dampfwinde auf einem Schiff erinnerte oder an einen heutigen V2-Motor als an eine konventionelle Dampflokomotive. Durch die Anordnung der Zylinder im Inneren wollten die Herren Corpet und Bourdon den Nachteil einer Schlingerbewegung vermeiden, den konventionell außen angebrachte Zylinder auf nachgiebigen Schmalspurgleisen verursachen würden.
Die Lok hatte zwei Zylinder, die, anstatt auf zwei Kurbeln im 90°-Winkel zu wirken, selbst in einen Winkel von etwa 90° angeordnet waren und auf dieselbe Kurbel einer Kurbelwelle wirkten. Auf diese Weise wurden die lästigen Totpunkte vermieden und das Schlingern um die Gierachse wurde vollständig unterdrückt. Die Dampfzylinder, die entweder feststehend, schwingend oder mit Hülsen versehen sein konnten, befanden sich im Inneren der Holme und unter dem Kesselkörper. Sie waren mit zwei gusseisernen Klammern an den Längsträgern befestigt, die durch eine Rippe verbunden waren, die die Längsträger verstrebte.
Die Steuerung des Dampfdrucks erfolgte auf eine sehr einfache Weise über Schieber. Die Antriebswelle übertrug ihre Bewegung über zwei Pleuelstangen, von denen eine rechts und die andere links angeordnet war und deren Befestigungspunkte einen Winkel von 90° bildeten, auf eine Kuppelachse.
Die Position dieser Befestigungspunkte war nicht gleichgültig, da sie mit der Antriebskurbel auf beiden Seiten einen Winkel von 135° bilden mussten; auf diese Weise bildete die Resultierende der Gewichte der Kupplungsstangen einen Winkel von 180° mit der Antriebskurbel und konnte diese in etwa ausgleichen, um eine Galoppbewegung zu unterdrücken.
Bei dieser Maschine erfolgte der Wechsel zwischen Vorwärts- und Rückwärtsgang durch die Veränderung der Einstellung des einzigen Exzenters, den es für die gesamte Kraftumlenkung gab. Zu diesem Zweck war mit dem Exzenter ein Kegelzahnrad verschmolzen, auf dem ein Ritzel lief, das am Ende der Schaltwelle befestigt war. Mit Hilfe eines auf der Welle angebrachten Mitnehmers und eines Riegels wurde dieses Zahnrad immer ausgekuppelt gehalten.
Wenn man die Fahrtrichtung wechseln wollte, hob man den Riegel an; das Ritzel bewegte sich nach unten, bis der Mitnehmer an einer Halterung anschlug; in dieser Stellung griff es in das Rad ein; man drehte am Schwungrad, bis der Mitnehmer in der Stellung, die der gewünschten Fahrtrichtung entsprach, an der Exzenterwelle anschlug. Um das Ritzel zu lösen, genügte es, an der Schaltwelle zu ziehen. Da der Mitnehmer oben abgerundet war, hob er den Riegel an, der sofort wieder hinter den Mitnehmer fiel und die Welle in der Schwebe und das Ritzel ausgekuppelt hielt. Über einen am Dampfrohr angebrachten Schmiernippel, verteilte der Dampf das Fett selbständig in den Schieberkästen und in den Zylindern.
Der Horizontalrohrkessel mit rundem Feuerraum ruhte hinten auf Längsbändern und vorne auf einem Anhang, der von zwei Blechwinkeln gestützt wird. Auf jeder Seite des Feuerraums befanden sich zwei Blechplatten, die einen Kohlenkasten bilden, und auf der anderen Seite auf dem Anhang. Der Werkzeugkasten hinten bildet den Sitz des Lokführers. Die Federung erfolgte vorne durch Stangen, auf die Tellerfedern aufgesteckt waren, und hinten durch eine kleine Blattfeder, die quer angebracht ist und sich gleichzeitig auf die beiden Fettkästen stützte.
Um eine Ermüdung der Achsen zu vermeiden, haben die Konstrukteure eine Bremse eingeführt, die direkt auf die Schiene gepresst wurde. Diese Bremse bestand aus zwei gusseisernen Klötzen, die von einem Hebel betätigt wurden, der auf einer Welle montiert war, die von einem zum anderen führte. Dieser Hebel war mit einem Pedal ausgestattet, damit der Lokführer die Hände frei hatte und die Maschine allein steuern konnte. Der Bremshebel wurde durch eine Spiralfeder angehoben.

## Konstruktive Vorteile
Die Lokomotive war gleichzeitig leicht und stark, alles lag gut in der Hand des Lokführers und war im Falle einer Reparatur leicht zu betrachten und zu erreichen, da der Kesselkörper hoch genug angebracht war, um darunter arbeiten zu können. Die Lokomotive mit dem Gewicht von einer Tonne verbrauchte etwa 8 Kilogramm Kohle pro Stunde und konnte eine Last von 7 Tonnen ziehen.
Die Vorteile, die der Einsatz solcher Lokomotiven bei landwirtschaftlichen und industriellen Transporten bieten konnte, waren leicht zu erkennen wenn es darum ging, auf einer Feldbahnstrecke beliebige Materialien von einem Punkt zum anderen zu transportieren. Besonders nützlich waren sie beim Transport von Zuckerrüben, beim Betrieb in Steinbrüchen und folglich in Zementfabriken, Töpfereien, Brikettfabriken, Porzellanfabriken sowie für den Personenverkehr auf Ausstellungen oder in abgelegenen Gegenden.

## Besitzer
Als Besitzer werden in der Decauville-Werksliste aufgelistet:
- Jardin d’Acclimatation, Vorführ-Lokomotive und Parkeisenbahn[Anm. 3][Anm. 4][7][9]
- Kortmann et Cie, Händler, Rotterdam, Holland
- Herr Th. van der Heem, zur Verwendung als Jahrmarktsattraktion[8]